# Гейсир
Гейсир (на исландски: Geysir) е гейзер разположен на около 80 km от Рейкявик, столицата на Исландия.
Неговото наименование произлиза от исландското gjósa, което означава изригвам. Понятието „гейзер“ идва от името на този геотермален извор. На около 400 m южно от Гейсир се намира друг известен гейзер – Строхкюр.
Гейсир може да изхвърля вряла вода на височина до 60 m, но изригванията са с различен интензитет и сила. Има години, в които гейзерът не е изригнал нито веднъж.